# José Aguilar (cyclisme)
Pour les articles homonymes, voir José Aguilar (boxe anglaise) et Aguilar.
José Aguilar est un coureur cycliste vénézuélien né le 24 décembre 1980. Il a remporté à deux reprises la classique de la Fédération de cyclisme Vénézuélienne.

## Palmarès
- 2007
  - Classique de l'anniversaire de la Fédération de cyclisme du Venezuela
- 2008
  - Classique de l'anniversaire de la Fédération de cyclisme du Venezuela